# Chondracanthus theragrae
Chondracanthus theragrae är en kräftdjursart. Chondracanthus theragrae ingår i släktet Chondracanthus och familjen Chondracanthidae. Inga underarter finns listade i Catalogue of Life.